# Krokvågstjärnen
Krokvågstjärnen är en sjö i Ragunda kommun i Jämtland och ingår i Indalsälvens huvudavrinningsområde. Sjön har en area på 0,0844 kvadratkilometer och ligger 318 meter över havet. Sjön avvattnas av vattendraget Sittsjöbäcken.

## Delavrinningsområde
Krokvågstjärnen ingår i det delavrinningsområde (699932-149449) som SMHI kallar för Mynnar i Höglunda-Sittsjön. Medelhöjden är 332 meter över havet och ytan är 1,65 kvadratkilometer. Räknas de 3 avrinningsområdena uppströms in blir den ackumulerade arean 23,72 kvadratkilometer. Sittsjöbäcken som avvattnar avrinningsområdet har biflödesordning 3, vilket innebär att vattnet flödar genom totalt 3 vattendrag innan det når havet efter 154 kilometer. Avrinningsområdet består mestadels av skog (51 procent) och sankmarker (30 procent). Avrinningsområdet har 0,08 kvadratkilometer vattenytor vilket ger det en sjöprocent på 4,8 procent.